# Seznam výrobců užitkových automobilů
Seznam výrobců užitkových automobilů uvádí existující i zaniklé značky a výrobce nákladních automobilů, dodávek, autobusů a speciálních vozidel.
Pokud je znám, je uveden i stav značky používané výrobcem a současná situace firmy.

## Vysvětlivky

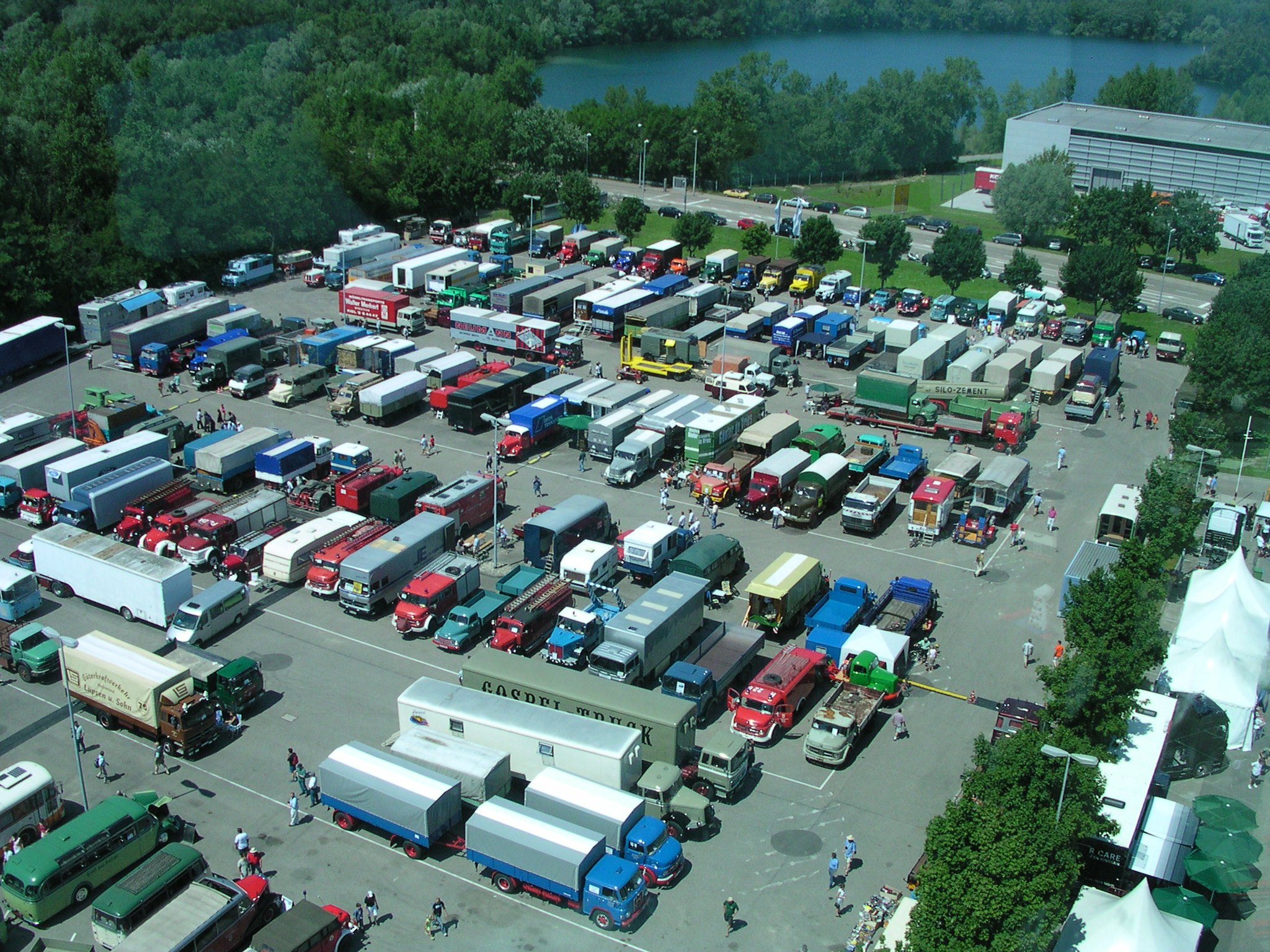
Nákladní a užitkové automobily různých výrobců a typů na srazu veteránů před továrnou Mercedes-Benz (Wörth am Rhein)

- Nákladní automobily – nákladní automobily, tahače návěsů
- Dodávky – dodávkové automobily, vany
- Autobusy – autobusy linkové, dálkové, městské i minibusy
- Nástavby – výrobci návěsů, plošin, cisteren, vozidel s hydraulickou rukou a dalších
- Speciály – autojeřáby, vojenská vozidla, hasičské a záchranářské speciály, komunální vozidla (popelářské vozy, plošiny)
- znak „+“ – firma dané typy vyráběla nebo dosud vyrábí
- znak „-“ – dané typy společnost nikdy nevyráběla
- „?“  není dostatek informací k zařazení nebo vyloučení + či -

Firmy vyrábějící užitková vozidla v současnosti (listopad 2008) jsou označeny tučně.
Nejsou zde zmíněny firmy, které se zabývají jen designem nebo úpravou, výrobci příslušenství, traktorů, zemědělských strojů, vysokozdvižných vozíků, stavebních strojů, obytných vozů.
| A                                      | |                     |         |          |          |          |                                                                                                  |
| Výrobce nebo značka                    | Stát, místo | Nákladní automobily | Dodávky | Autobusy | Nástavby | Speciály | Stav společnosti (2008), poznámka                                                                |
| AAA                                    | Německo, Berlín                                                                                                  | +                   | +       | -        | +        | +        | výr. nákl. vozů zastavena                                                                        |
| Ackermann Fahrzeugbau                  | Německo, Oschersleben                                                                                            | -                   | -       | -        | +        | ?        |                                                                                                  |
| Ackermann Fruehauf                     | Německo, Wuppertal, Kerpen-Sindorf, Oschersleben                                                                 | -                   | -       | -        | +        | +        | býv. zn. firmy Ackermann Fahrzeugbau                                                             |
| ADC                                    | Velká Británie, Southall (Londýn)                                                                                | +                   | ?       | ?        | ?        | ?        | ?                                                                                                |
| Adler                                  | Německo, Frankfurt am Main                                                                                       | ?                   | ?       | ?        | ?        | ?        |                                                                                                  |
| AEC                                    | Velká Británie, Southall (Londýn)                                                                                | +                   | ?       | +        | ?        | ?        | součást Leyland, zn. neužívána                                                                   |
| AEG                                    | Německo, Berlín                                                                                                  | ?                   | ?       | +        | ?        | ?        | výr. vozidel zastavena                                                                           |
| Agrale                                 | Brazílie, Caxias do sul                                                                                          | +                   | +       | ?        | +        | ?        |                                                                                                  |
| Albion                                 | Velká Británie, Glasgow                                                                                          | +                   | ?       | +        | ?        | ?        | převzal Leyland, zn. neužívána                                                                   |
| Alexander                              | Velká Británie, ?                                                                                                | ?                   | ?       | +        | +        | ?        | fúze s Dennis (Transbus), nová zn. Alexander Dennis                                              |
| Alexander Dennis                       | Velká Británie, ?                                                                                                | ?                   | -       | +        | +        | ?        |                                                                                                  |
| Alfa Romeo                             | Itálie, Milán | +                   | +       | +        | -        | +        | součást Fiat, výr. nákl. vozidel zastavena                                                       |
| Alko                                   | USA, ? (?) | +                   | ?       | ?        | ?        | ?        | ?                                                                                                |
| American Coleman                       | USA, Littleton (Colorado)                                                                                        | +                   | ?       | ?        | ?        | ?        | ?                                                                                                |
| American LaFrance                      | USA, Alma (Michigan)                                                                                             | +                   | ?       | ?        | ?        | +        |                                                                                                  |
| AM General                             | USA, ? | ?                   | ?       | ?        | ?        | ?        | ?                                                                                                |
| AMO                                    | Rusko, Moskva | +                   | ?       | ?        | ?        | ?        | přejm. na ZIS                                                                                    |
| Andres                                 | Švýcarsko, Lyss                                                                                                  | ?                   | ?       | ?        | ?        | ?        | ?                                                                                                |
| Apollo                                 | Německo, Apolda                                                                                                  | ?                   | ?       | ?        | ?        | ?        | ?                                                                                                |
| Arbenz                                 | Švýcarsko, Zürich, Albisrieden                                                                                   | +                   | +       | ?        | ?        | ?        | v r. 1923 Oetiker, část výroby převzata firmou Brossel (Belgie)                                  |
| Arbenz-Oetiker                         | Švýcarsko, Zürich, Albisrieden                                                                                   | +                   | ?       | ?        | ?        | ?        | produkce ukončena 1936                                                                           |
| Argus                                  | Německo, Berlín                                                                                                  | ?                   | ?       | ?        | ?        | ?        | ?                                                                                                |
| Argyle                                 | Velká Británie, East Kilbride                                                                                    | +                   | ?       | ?        | ?        | ?        | ?                                                                                                |
| Armstrong Saurer                       | Velká Británie, Newcastle-upon-Tyne                                                                              | +                   | ?       | ?        | ?        | ?        | výroba ukončena                                                                                  |
| Arveco                                 | Itálie, Pomigliano d'Arco                                                                                        | +                   | +       | -        | -        | ?        | bývalá značka firmy Alfa Romeo, jméno nepoužíváno                                                |
| Ashok Leyland                          | Indie, Čennaí | +                   | ?       | +        | ?        | +        | patří pod Hinduja Group                                                                          |
| Asia                                   | Jižní Korea, ?                                                                                                   | +                   | ?       | +        | ?        | ?        | ?                                                                                                |
| Asquith                                | Velká Británie, ?                                                                                                | ?                   | ?       | +        | ?        | ?        | ?                                                                                                |
| Askam                                  | Turecko, Istanbul                                                                                                | +                   | +       | ?        | ?        | ?        | součást koncernu s dalšími značkami                                                              |
| Assmann Sonderfahrzeuge                | Německo, Lauffen am Neckar                                                                                       | -                   | -       | -        | +        | +        | výroba nástaveb                                                                                  |
| Astra                                  | Itálie, Piacenza                                                                                                 | +                   | -       | -        | ?        | +        | převzato firmou IVECO, značka nadále používána                                                   |
| Atkinson                               | Velká Británie, Preston                                                                                          | +                   | ?       | ?        | ?        | ?        | součást Seddon Atkinson                                                                          |
| Atlas-Terex                            | Německo, Delmenhorst                                                                                             | -                   | -       | -        | +        | +        | značka Terex                                                                                     |
| Atlas                                  | Německo, Delmenhorst                                                                                             | -                   | -       | -        | +        | +        | převzato firmou Terex, sloučeno do Atlas-Terex                                                   |
| Audi                                   | Německo, Zwickau, poté Ingolstadt                                                                                | +                   | ?       | ?        | ?        | ?        | převzato VW, výroba nákl. vozů zastavena                                                         |
| Austin                                 | Vereinigtes Königreich, Longbridge                                                                               | +                   | +       | ?        | ?        | +        | součást BMC, zn. neužívána                                                                       |
| Austro-Daimler                         | Rakousko, Wiener Neustadt                                                                                        | +                   | ?       | +        | ?        | ?        | ?                                                                                                |
| Autocar                                | USA, Pittsburgh (Pensylvánie)                                                                                    | +                   | ?       | ?        | ?        | ?        | ?                                                                                                |
| Automiesse                             | Belgie, Brusel                                                                                                   | +                   | ?       | ?        | ?        | ?        | zaniklá firma                                                                                    |
| Autosan                                | Polsko, Sanok | ?                   | ?       | +        | ?        | +        |                                                                                                  |
| Auto-Union                             | Německo, Chemnitz, poté Ingolstadt                                                                               | +                   | +       | ?        | ?        | ?        | převzato VW, značka nepoužívána                                                                  |
| Auwärter, Ernst                        | Německo, Steinenbronn                                                                                            | -                   | ?       | +        | +        | -        | převzato firmou Pucher, značka EA Auwärter                                                       |
| Auwärter, Gottlob                      | Německo, Stuttgart                                                                                               | -                   | -       | +        | -        | -        | převzato spol. MAN, značka Neoplan                                                               |
| Available                              | USA, Chicago (Illinois)                                                                                          | +                   | ?       | ?        | ?        | ?        | ?                                                                                                |
| Avia                                   | Česko, Praha | +                   | +       | -        | +        | -        | Avia Ashok Leyland Motors                                                                        |
| AVM                                    | Zimbabwe, Harare                                                                                                 | +                   | ?       | ?        | ?        | ?        | ?                                                                                                |
| AWD                                    | Velká Británie, Dunstable                                                                                        | +                   | ?       | ?        | ?        | ?        | ?                                                                                                |
| B                                      | |                     |         |          |          |          |                                                                                                  |
| Výrobce nebo značka                    | Stát, místo | Nákladní automobily | Dodávky | Autobusy | Nástavby | Speciály | Stav společnosti (2008)                                                                          |
| Bachert                                | Německo, Bad Friedrichshall                                                                                      | ?                   | ?       | ?        | +        | +        | ?                                                                                                |
| Barkas                                 | DDR, Hainichen                                                                                                   | -                   | +       | ?        | -        | ?        | zaniklá společnost                                                                               |
| Baron                                  | Velká Británie, Borehamwood                                                                                      | +                   | ?       | ?        | ?        | ?        | ?                                                                                                |
| Barreiros                              | Španělsko, Madrid                                                                                                | +                   | ?       | ?        | ?        | ?        | převzato Renaultem, značka nepoužívána                                                           |
| Baryval                                | Španělsko, Zaragoza                                                                                              | -                   | -       | -        | +        | ?        |                                                                                                  |
| Bauer                                  | Německo, Köln | -                   | -       | -        | +        | +        | zaniklá společnost                                                                               |
| Bean                                   | Velká Británie, Tipton                                                                                           | +                   | ?       | ?        | ?        | ?        | ?                                                                                                |
| Beardmore                              | Velká Británie, Dalmuir                                                                                          | +                   | ?       | ?        | ?        | ?        | zaniklá společnost                                                                               |
| Bedford                                | Velká Británie, Luton a Dunstable                                                                                | +                   | +       | +        | ?        | ?        | bývalá značka General Motors, neužívána                                                          |
| BelAZ                                  | Bělorusko, Žodino                                                                                                | +                   | ?       | ?        | ?        | ?        | ?                                                                                                |
| Bell                                   | JAR, Alton | -                   | -       | -        | -        | +        |                                                                                                  |
| Belsize                                | Velká Británie, Manchester                                                                                       | +                   | ?       | ?        | ?        | ?        | ?                                                                                                |
| Benz & Cie.                            | Německo, Mannheim                                                                                                | +                   | +       | +        | +        | -        | sloučeno s Daimler-Motoren-Gesellschaft do Daimler-Benz                                          |
| BEF                                    | Německo, Berlín                                                                                                  | +                   | +       | -        | -        | +        | převzato spol. Elite Werke, značka nepoužívána                                                   |
| Bergmann                               | Německo, Berlín                                                                                                  | ?                   | ?       | ?        | ?        | ?        | ?                                                                                                |
| Bering                                 | USA, Front Royal (Virginie)                                                                                      | +                   | ?       | ?        | ?        | ?        | ?                                                                                                |
| Beringer Behälterbau                   | Německo, Tagmersheim (Virginie)                                                                                  | ?                   | ?       | ?        | +        | +        | ?                                                                                                |
| Berkhof                                | Nizozemsko, Valkenswaard                                                                                         | ?                   | ?       | +        | ?        | ?        | součást VDL                                                                                      |
| Berliet                                | Francie, Lyon | +                   | ?       | +        | ?        | ?        | převzato Renaultem a sloučeno do Saviem, značka neužívána                                        |
| Berna                                  | Švýcarsko, Olten                                                                                                 | +                   | ?       | +        | ?        | +        | převzato firmou Saurer, značka neužívána                                                         |
| Bernard                                | Francie, Arcueil                                                                                                 | +                   | ?       | ?        | ?        | ?        | ?                                                                                                |
| Betz                                   | Německo, Köln | +                   | ?       | ?        | ?        | ?        | výroba nákl. vozů zastavena                                                                      |
| BIAC                                   | ?, ? | ?                   | ?       | ?        | ?        | ?        | ?                                                                                                |
| Binz                                   | Německo, Lorch                                                                                                   | -                   | -       | -        | +        | +        |                                                                                                  |
| Bleichert                              | Německo, Lipsko                                                                                                  | ?                   | ?       | ?        | ?        | ?        | ?                                                                                                |
| Blumhardt                              | Německo, Wuppertal                                                                                               | -                   | -       | -        | +        | +        | zaniklá společnost                                                                               |
| BMC (UK)                               | Velká Británie, Longbridge                                                                                       | +                   | -       | -        | +        | +        | součást Leyland, značka nepoužívána                                                              |
| BMC (Turecko)                          | Turecko, Izmir                                                                                                   | +                   | +       | +        | +        | +        |                                                                                                  |
| BMF                                    | Německo, Berlín                                                                                                  | +                   | +       | -        | -        | +        | společnost i značka Oryx zanikly                                                                 |
| BMW                                    | Německo, Mnichov                                                                                                 | +                   | +       | ?        | ?        | ?        | výroba nákl. vozů zastavena                                                                      |
| Borgward                               | Německo, Brémy                                                                                                   | +                   | +       | +        | ?        | ?        | zaniklá společnost                                                                               |
| Bova                                   | Nizozemsko, Valkenswaard                                                                                         | ?                   | ?       | +        | ?        | ?        | součást VDL, značka aktuální                                                                     |
| Bovy                                   | Belgie, Molenbeek (Brusel)                                                                                       | +                   | +       | -        | ?        | ?        | v roce 1930 převzala firma Brossel                                                               |
| Brandt Kühlfahrzeugbau                 | Německo, Extertal                                                                                                | +                   | +       | -        | +        | +        |                                                                                                  |
| Breda                                  | Itálie, Brescia                                                                                                  | ?                   | ?       | +        | ?        | ?        | součást Oto Melara, aktuální značka                                                              |
| Bremach                                | Itálie, Brescia                                                                                                  | +                   | +       | -        | +        | +        |                                                                                                  |
| Brennabor                              | Německo, Brandenburg an der Havel                                                                                | -                   | +       | -        | -        | -        | zaniklá společnost                                                                               |
| Brillie                                | Francie, Paříž a Le Havre                                                                                        | +                   | ?       | +        | ?        | +        | výr. nákl vozů zastavena                                                                         |
| Bristol                                | Velká Británie, Bristol a Londýn                                                                                 | +                   | ?       | +        | ?        | ?        | výroba nákl. vozů zastavena                                                                      |
| Brockway                               | USA, Cortland (New York)                                                                                         | +                   | ?       | ?        | ?        | ?        | ?                                                                                                |
| Brossel                                | Belgie, Brusel                                                                                                   | +                   | (1)     | +        | ?        | ?        | v r. 1930/31 převzal zn. Bovy-Pipe, od r. 1968 součást British Leyland, od r. 1969 zn. neužívána |
| Brown                                  | USA, Charlotte (Severní Karolína)                                                                                | +                   | ?       | ?        | ?        | ?        | ?                                                                                                |
| Bruce-SN                               | Velká Británie, Edinburgh                                                                                        | +                   | ?       | ?        | ?        | ?        | ?                                                                                                |
| Bucegi                                 | Rumunsko, Braşov                                                                                                 | +                   | ?       | ?        | ?        | ?        | ?                                                                                                |
| Buldamobil                             | Maďarsko, Budapešť                                                                                               | ?                   | ?       | ?        | ?        | ?        | ?                                                                                                |
| Büssing                                | Německo, Braunschweig a Salzgitter                                                                               | +                   | -       | +        | -        | +        | převzato MAN, sloučeno do MAN-Büssing                                                            |
| Büssing-NAG                            | Německo, Braunschweig                                                                                            | +                   | -       | +        | -        | +        | býv. značka Büssing, nepoužívána                                                                 |
| Büssing & Sohn                         | Německo, Braunschweig                                                                                            | -                   | -       | -        | +        | -        | výr. vozů zastavena                                                                              |
| Butenuth                               | Německo, Berlín                                                                                                  | +                   | +       | -        | +        | ?        | zaniklá společnost                                                                               |
| C                                      | |                     |         |          |          |          |                                                                                                  |
| Výrobce nebo značka                    | Stát, místo | Nákladní automobily | Dodávky | Autobusy | Nástavby | Speciály | Stav společnosti (2008)                                                                          |
| Caledon                                | Skotsko, Glasgow                                                                                                 | +                   | ?       | ?        | ?        | ?        | ?                                                                                                |
| Canada                                 | Kanada, Montréal                                                                                                 | +                   | ?       | ?        | ?        | ?        | ?                                                                                                |
| Carl Benz Söhne                        | Německo, Ladenburg                                                                                               | ?                   | ?       | ?        | ?        | ?        | výr. nákl. vozů zastavena                                                                        |
| Caterpillar                            | USA, Peoria | ?                   | ?       | ?        | +        | ?        |                                                                                                  |
| Chausson                               | Francie, Asnières-sur-Seine                                                                                      | ?                   | +       | +        | ?        | +        | převzal Renault, značka neužívána                                                                |
| Chenard & Walcker                      | Francie, Gennevilliers                                                                                           | +                   | +       | ?        | ?        | ?        | převzal Peugeot, značka neužívána                                                                |
| Chevrolet                              | USA, Detroit (Michigan)                                                                                          | +                   | +       | ?        | ?        | ?        | součást GM                                                                                       |
| Chingkangshan                          | Čínská lidová republika, Nanking                                                                                 | +                   | ?       | ?        | ?        | ?        | ?                                                                                                |
| Chongqing                              | Čínská lidová republika, Čchung-čching                                                                           | +                   | ?       | ?        | ?        | ?        | ?                                                                                                |
| Chrysler                               | USA, Detroit (Michigan)                                                                                          | +                   | +       | ?        | ?        | ?        | sloučeno s Daimler-Benz do DaimlerChrysler, značka pro nákl. vozy neužívána                      |
| Cifa                                   | Itálie, Milán | -                   | -       | -        | +        | +        |                                                                                                  |
| Citroën                                | Francie, Paris                                                                                                   | +                   | +       | -        | -        | +        | s Peugeotem sloučeno do PSA                                                                      |
| CNHTC                                  | Čínská lidová republika, Ťi-nan                                                                                  | +                   | ?       | ?        | ?        | ?        |                                                                                                  |
| Commer                                 | Velká Británie, Luton a Dunstable                                                                                | +                   | +       | +        | -        | +        | výr. nákl. vozů zastavena                                                                        |
| Corbitt                                | USA, Henderson County (Severní Karolína)                                                                         | +                   | ?       | ?        | ?        | ?        | ?                                                                                                |
| Crossley                               | Velká Británie, Manchester                                                                                       | +                   | ?       | +        | ?        | ?        | ?                                                                                                |
| Csepel                                 | Maďarsko, Budapešť                                                                                               | +                   | ?       | ?        | ?        | ?        | ?                                                                                                |
| Cudell                                 | Německo, Aachen                                                                                                  | ?                   | ?       | ?        | ?        | ?        | ?                                                                                                |
| Cyclon                                 | Německo, Mylau                                                                                                   | ?                   | ?       | ?        | ?        | ?        | ?                                                                                                |
| D                                      | |                     |         |          |          |          |                                                                                                  |
| Výrobce nebo značka                    | Stát, místo | Nákladní automobily | Dodávky | Autobusy | Nástavby | Speciály | Stav společnosti (2008)                                                                          |
| DAAG                                   | Německo, Ratingen                                                                                                | +                   | ?       | +        | ?        | +        | převzato spol. Krupp, značka neužívána                                                           |
| DAC                                    | Rumunsko, Braşov                                                                                                 | +                   | ?       | +        | ?        | ?        | ?                                                                                                |
| Daewoo                                 | Jižní Korea, Chollabuk-Do                                                                                        | +                   | ?       | ?        | ?        | ?        | výroba nákl. vozů převedena na firmu Tata                                                        |
| DAF                                    | Nizozemsko, Eindhoven                                                                                            | +                   | +       | +        | -        | -        | součást Paccar                                                                                   |
| Daihatsu                               | Japonsko, Osaka                                                                                                  | ?                   | +       | ?        | ?        | ?        | součást koncernu Toyota                                                                          |
| Daimler-Benz                           | Německo, Stuttgart                                                                                               | +                   | +       | +        | ?        | +        | sloučeno s Chryslerem do DaimlerChrysler, reorganizováno, viz EvoBus                             |
| DaimlerChrysler                        | Německo a USA, Stuttgart a Detroit (Michigan)                                                                    | +                   | +       | +        | ?        | +        | koncern reorganizován, viz Daimler AG                                                            |
| Daimler-Motoren- Gesellschaft (DMG)    | Německo, Bad Cannstatt                                                                                           | +                   | ?       | ?        | ?        | ?        | sloučeno s Benz & Cie. do Daimler-Benz                                                           |
| DAK                                    | Německo, Berlín                                                                                                  | +                   | ?       | +        | ?        | ?        | značka kooperace firem Dux, Magirus, Presto a Vomag, nepoužívána                                 |
| Dart                                   | USA, Waterloo a Kansas City (Missouri)                                                                           | ?                   | ?       | ?        | ?        | ?        | součást Paccar                                                                                   |
| Dautel                                 | Německo, Leingarten                                                                                              | ?                   | ?       | ?        | +        | ?        |                                                                                                  |
| De Dietrich                            | Německo, Jaegerthal-Niederbronn                                                                                  | ?                   | ?       | ?        | ?        | ?        | ?                                                                                                |
| De Dion-Bouton                         | Francie, Puteaux                                                                                                 | +                   | ?       | +        | ?        | ?        | zaniklá firma                                                                                    |
| Delahaye                               | Francie, Tours a Paříž                                                                                           | +                   | ?       | ?        | ?        | ?        | převzato firmou Hotchkiss, sloučeno do Hotchkiss-Delahaye                                        |
| Dennis                                 | Velká Británie, Guildford                                                                                        | +                   | ?       | +        | ?        | +        | ?                                                                                                |
| Dennis-Mann Egerton                    | Velká Británie, Norwich                                                                                          | +                   | ?       | +        | ?        | ?        | ?                                                                                                |
| Dennison                               | Irsko, Rathcoole                                                                                                 | +                   | ?       | ?        | ?        | ?        | ?                                                                                                |
| DeSoto                                 | USA a Turecko, Detroit (Michigan) a Istanbul                                                                     | +                   | ?       | ?        | ?        | ?        | ?                                                                                                |
| Diamond T                              | USA, Chicago (Illinois)                                                                                          | +                   | ?       | +        | ?        | +        | převzato firmou White, značka neužívána                                                          |
| DINA                                   | Mexiko, Cuidad Sahagun a Monterey                                                                                | +                   | ?       | ?        | ?        | ?        | ?                                                                                                |
| Divco                                  | USA, Detroit (Michigan)                                                                                          | ?                   | ?       | ?        | ?        | ?        | ?                                                                                                |
| Dixi                                   | Německo, Eisenach                                                                                                | +                   | ?       | ?        | ?        | ?        | převzato BMW, značka nepoužívána                                                                 |
| DKW                                    | Německo, Ingolstadt a Zschopau                                                                                   | ?                   | +       | ?        | ?        | ?        | převzato VW, značka neužívána                                                                    |
| Dodge                                  | USA, Velká Británie, Austrálie, Indie a Turecko, Detroit (Michigan), Kew a Dunstable, Adelaide, Bombaj a Kadiköy | +                   | +       | ?        | ?        | ?        | převzato Chryslerem                                                                              |
| Doll                                   | Německo, Oppenau                                                                                                 | -                   | -       | -        | +        | +        |                                                                                                  |
| DongFeng                               | Čínská lidová republika, Ši-jan                                                                                  | +                   | ?       | ?        | ?        | ?        | ?                                                                                                |
| Douglas                                | Velká Británie, Cheltenham                                                                                       | +                   | ?       | ?        | ?        | ?        | ?                                                                                                |
| Drauz-Werke                            | Německo, Heilbronn                                                                                               | ?                   | ?       | +        | +        | ?        | výroba nákl. vozů zastavena                                                                      |
| Drögmöller                             | Německo, Heilbronn                                                                                               | ?                   | ?       | +        | ?        | ?        | převzato koncernem Volvo, značka neužívána                                                       |
| Dürkopp                                | Německo, Bielefeld                                                                                               | +                   | +       | +        | ?        | +        | výroba nákl. vozů zastavena                                                                      |
| Dux                                    | Německo, Lipsko                                                                                                  | +                   | ?       | +        | ?        | ?        | sloučeno do Auto-Union, značka neužívána                                                         |
| E                                      | |                     |         |          |          |          |                                                                                                  |
| Výrobce nebo značka                    | Stát, místo | Nákladní automobily | Dodávky | Autobusy | Nástavby | Speciály | Stav společnosti (2008)                                                                          |
| Ebro                                   | Španělsko, Barcelona                                                                                             | +                   | +       | +        | ?        | ?        | převzal Nissan, značka neužívána                                                                 |
| Econom                                 | Německo, Berlín                                                                                                  | ?                   | ?       | ?        | ?        | ?        | ?                                                                                                |
| Ehrhardt                               | Německo, Zella St. Blasii                                                                                        | +                   | -       | -        | +        | +        | v r. 1925 výr. ukončena                                                                          |
| Eicher                                 | Německo, Forstern                                                                                                | +                   | -       | -        | -        | -        | výr. nákl. vozů převedena do Magirus-Deutz, společnost zanikla                                   |
| Eicher Goodearth                       | Indie, Pithampur                                                                                                 | +                   | ?       | +        | ?        | ?        |                                                                                                  |
| EKOBUS                                 | Česko, Česká Lípa                                                                                                | ?                   | ?       | +        | ?        | ?        |                                                                                                  |
| Elisbus                                | Německo, Ulm | -                   | -       | +        | -        | -        |                                                                                                  |
| Elitewagen                             | Německo, Brand-Erbisdorf                                                                                         | +                   | +       | -        | +        | +        | zaniklá společnost                                                                               |
| Emmelmann                              | Německo, ? | ?                   | ?       | +        | +        | ?        | ?                                                                                                |
| ENASA                                  | Španělsko, ? | +                   | ?       | ?        | ?        | ?        | býv. mateřský koncern firem Pegaso a Seddon Atkinson, převzalo IVECO, značka neužívána           |
| Enser                                  | Německo, Fürth                                                                                                   | +                   | ?       | ?        | ?        | ?        | zaniklá společnost                                                                               |
| Erdmann & Rossi                        | Německo, Berlín                                                                                                  | ?                   | ?       | ?        | ?        | ?        | zaniklá společnost                                                                               |
| ERF                                    | Velká Británie, Reading                                                                                          | +                   | ?       | ?        | ?        | ?        | převzal MAN                                                                                      |
| Esco                                   | USA, ? (?) | +                   | ?       | ?        | ?        | ?        | ?                                                                                                |
| Euclid                                 | USA, Cleveland (Ohio)                                                                                            | +                   | -       | -        | -        | +        | převzalo Hitachi                                                                                 |
| EvoBus                                 | Německo, Stuttgart                                                                                               | -                   | -       | +        | -        | -        | patří Daimler AG                                                                                 |
| Eylert                                 | Německo, Wuppertal                                                                                               | -                   | -       | -        | +        | +        | výr. nákl vozů ukončena                                                                          |
| F                                      | |                     |         |          |          |          |                                                                                                  |
| Výrobce nebo značka                    | Stát, místo | Nákladní automobily | Dodávky | Autobusy | Nástavby | Speciály | Stav společnosti (2008)                                                                          |
| Fafnir                                 | Německo, Cáchy                                                                                                   | +                   | ?       | ?        | ?        | ?        | zaniklá společnost                                                                               |
| Fageol                                 | USA, Oakland (Kalifornie)                                                                                        | +                   | ?       | +        | ?        | ?        | ?                                                                                                |
| Fahr                                   | Německo, Gottmadingen                                                                                            | +                   | -       | -        | ?        | ?        | převzal Klöckner-Humboldt-Deutz, značka pro nákl. vozy nepoužívána                               |
| FAKA                                   | Německo, Bückeburg                                                                                               | -                   | -       | +        | +        | ?        | výroba nákl. vozidel zastavena                                                                   |
| FAMO                                   | Německo, Breslau                                                                                                 | +                   | ?       | ?        | ?        | +        | ?                                                                                                |
| FAP FAMOS                              | Jugoslávie, Priboj                                                                                               | +                   | ?       | +        | ?        | ?        |                                                                                                  |
| FAR                                    | Francie, Gennevilliers                                                                                           | +                   | ?       | ?        | ?        | ?        | ?                                                                                                |
| Fargo (Turecko)                        | Turecko, Kadiköy                                                                                                 | ?                   | ?       | ?        | ?        | ?        | součást Askam                                                                                    |
| Fargo (USA)                            | USA, Detroit | +                   | ?       | ?        | ?        | ?        | býv. značka Chrysler, nepoužívána                                                                |
| Faun                                   | Německo, Lauf an der Pegnitz                                                                                     | +                   | +       | +        | +        | +        | součást Tadano, značka nadále používána                                                          |
| FAUN Umwelttechnik                     | Německo, Osterholz-Scharmbeck                                                                                    | +                   | -       | -        | +        | +        | součást Kirchhoff-Gruppe, aktuální značka                                                        |
| FAW                                    | Čínská lidová republika, Ťi-lin                                                                                  | +                   | +       | ?        | ?        | ?        |                                                                                                  |
| FBW                                    | Švýcarsko, Wetzikon                                                                                              | +                   | ?       | +        | ?        | +        | s firmou Saurer sloučeno do NAW, značka neužívána                                                |
| Federal                                | USA, Detroit a Minneapolis                                                                                       | +                   | ?       | ?        | ?        | ?        | ?                                                                                                |
| Feldbinder                             | Německo, Winsen (Luhe)                                                                                           | -                   | -       | -        | +        | +        |                                                                                                  |
| FEG                                    | Německo, Gera | ?                   | ?       | ?        | ?        | ?        | ?                                                                                                |
| FFG                                    | Německo, Hamburk                                                                                                 | ?                   | ?       | +        | +        | +        | ?                                                                                                |
| Fiat                                   | Itálie, Turín | +                   | +       | +        | ?        | +        | mateřský koncern firmy IVECO, ponechána pouze výr. dodávek                                       |
| Fiat UNIC                              | Itálie a Francie, Turín, Puteaux a Trappes                                                                       | +                   | ?       | ?        | ?        | ?        | značka býv. kooperace Fiat a UNIC, zn. nepoužívána                                               |
| Fliegl                                 | Německo, Triptis                                                                                                 | -                   | -       | -        | +        | +        |                                                                                                  |
| Fleischer                              | Německo, Gera | ?                   | ?       | +        | ?        | ?        | ?                                                                                                |
| Flader                                 | Německo, Jöhstadt                                                                                                | +                   | -       | -        | +        | +        | produkce zastavena                                                                               |
| Flextruc                               | Kanada, Ontario                                                                                                  | +                   | ?       | ?        | ?        | ?        | ?                                                                                                |
| FNM                                    | Brazílie, Duque de Caxias                                                                                        | +                   | ?       | ?        | ?        | ?        | převzato firmou IVECO, zn. nepoužívána                                                           |
| Foden                                  | Velká Británie, Sandbach                                                                                         | +                   | ?       | +        | ?        | ?        | převzato spol. Paccar, zn. neužívána                                                             |
| Force Motors                           | Indie, Pune | +                   | ?       | ?        | ?        | ?        | ?                                                                                                |
| Ford (Evropa)                          | Německo a Španělsko, Berlín, Kolín nad Rýnem a Barcelona                                                         | +                   | +       | +        | ?        | ?        | zachována jen výroba dodávek                                                                     |
| Ford Truck                             | Velká Británie, Manchester                                                                                       | +                   | ?       | ?        | ?        | ?        | přešlo pod Fordson                                                                               |
| Ford (Kanada)                          | Kanada, ? | ?                   | ?       | ?        | ?        | ?        | ?                                                                                                |
| Ford (Turecko)                         | Turecko, ? | +                   | ?       | ?        | ?        | ?        |                                                                                                  |
| Ford (USA)                             | USA, Dearborn (Michigan) a Louisville (Kentucky)                                                                 | +                   | +       | ?        | ?        | ?        | výr. těžkých vozidel převedena na DaimlerChrysler                                                |
| Fordson                                | Velká Británie, Manchester                                                                                       | +                   | ?       | ?        | ?        | ?        | přejmenováno na Fordson Thames                                                                   |
| Fordson Thames                         | Velká Británie, Manchester                                                                                       | +                   | ?       | ?        | ?        | ?        |                                                                                                  |
| Ford Thames                            | Velká Británie, Manchester                                                                                       | +                   | ?       | ?        | ?        | ?        | převzalo IVECO, značka nepoužívána                                                               |
| Fowler                                 | Velká Británie, Leeds                                                                                            | +                   | ?       | ?        | ?        | ?        | v roce 1947 převzal Marshall, Sons & Co.                                                         |
| Framo                                  | Německo, Frankenberg                                                                                             | +                   | +       | ?        | ?        | ?        | přejmenováno na Barkas                                                                           |
| Freeman                                | USA, Detroit (Michigan)                                                                                          | +                   | ?       | ?        | ?        | ?        | ?                                                                                                |
| Freightliner                           | USA, Portland Oregon)                                                                                            | +                   | -       | -        | -        | -        | převzato Daimler-Benz, značka nadále užívána                                                     |
| Fross-Büssing                          | Rakousko, Vídeň                                                                                                  | +                   | ?       | ?        | ?        | ?        | ?                                                                                                |
| FSC                                    | Polsko, Lublin                                                                                                   | +                   | +       | ?        | ?        | ?        | zaniklá firma                                                                                    |
| FTF                                    | Nizozemsko, Wijchen                                                                                              | +                   | ?       | ?        | ?        | ?        | ?                                                                                                |
| Fuso                                   | Japonsko, Tokio                                                                                                  | +                   | ?       | +        | +        | ?        | převzato DaimlerChrysler, značka nadále užívána                                                  |
| FWD                                    | Velká Británie, Slough                                                                                           | +                   | ?       | ?        | ?        | ?        | ?                                                                                                |
| FWD (USA)                              | USA, Clintonville (Wisconsin)                                                                                    | +                   | ?       | ?        | ?        | ?        | ?                                                                                                |
| G                                      | |                     |         |          |          |          |                                                                                                  |
| Výrobce nebo značka                    | Stát, místo | Nákladní automobily | Dodávky | Autobusy | Nástavby | Speciály | Stav společnosti (2008)                                                                          |
| Garner                                 | Velká Británie, Birmingham                                                                                       | +                   | ?       | ?        | ?        | ?        | ?                                                                                                |
| Garrett                                | Velká Británie, Leiston                                                                                          | +                   | ?       | ?        | ?        | ?        | ?                                                                                                |
| GAZ                                    | Rusko, Nižnij Novgorod                                                                                           | +                   | +       | +        | +        | +        |                                                                                                  |
| Genoto                                 | Turecko, Istanbul                                                                                                | +                   | ?       | ?        | ?        | ?        | ?                                                                                                |
| Gersix                                 | USA, Seattle (Washington)                                                                                        | +                   | ?       | ?        | ?        | ?        | slouč. a přejmenováno na Kenworth                                                                |
| Gilford                                | Velká Británie, High Wycombe                                                                                     | +                   | ?       | ?        | ?        | ?        | ?                                                                                                |
| Ginaf                                  | Nizozemsko, Veenendaal                                                                                           | +                   | -       | -        | +        | +        |                                                                                                  |
| GM                                     | USA, Detroit | +                   | ?       | ?        | ?        | ?        | koncern                                                                                          |
| GMC                                    | USA, Detroit | +                   | +       | ?        | ?        | ?        | převzato GM, zn. nadále používána                                                                |
| Grether & Cie.                         | Německo, Freiburg                                                                                                | +                   | -       | -        | +        | +        | produkce zastavena                                                                               |
| Goldhofer                              | Německo, Memmingen                                                                                               | -                   | ?       | -        | +        | +        |                                                                                                  |
| Goliath                                | Německo, Bremen-Hastedt                                                                                          | +                   | +       | ?        | ?        | ?        | značka firmy Borgward, nepoužívána                                                               |
| Gotfredson                             | Kanada a USA, Walkerville (Michigan) a Detroit (Michigan)                                                        | +                   | ?       | ?        | ?        | ?        | ?                                                                                                |
| Graaff                                 | Německo, Elze | -                   | -       | +        | +        | -        | výr. nákl. vozů zastavena                                                                        |
| Gräf & Stift                           | Rakousko, Vídeň                                                                                                  | +                   | ?       | +        | ?        | +        | převzal MAN, zn. neužívána                                                                       |
| Guang-Dong                             | Čínská lidová republika, Che-fei                                                                                 | ?                   | ?       | ?        | ?        | ?        | ?                                                                                                |
| Grumman                                | USA, New York (New York)                                                                                         | +                   | ?       | ?        | ?        | ?        | ?                                                                                                |
| Güleryüz                               | Turecko, Bursa                                                                                                   | ?                   | ?       | +        | ?        | ?        |                                                                                                  |
| Gutbrod                                | Německo, Plochingen                                                                                              | ?                   | +       | ?        | ?        | ?        | převzato Modern Tool and Die, výr. nákl. vozů zastavena                                          |
| Guy                                    | Velká Británie, Wolverhampton                                                                                    | +                   | ?       | +        | ?        | ?        | převzal Jaguar, zn. neužívána                                                                    |
| GV                                     | USA a Velká Británie, Long Island (New York) a Birmingham                                                        | +                   | ?       | ?        | ?        | ?        | ?                                                                                                |
| H                                      | |                     |         |          |          |          |                                                                                                  |
| Výrobce nebo značka                    | Stát, místo | Nákladní automobily | Dodávky | Autobusy | Nástavby | Speciály | Stav společnosti (2008)                                                                          |
| Hagen                                  | Německo, Köln-Kalk                                                                                               | +                   | -       | +        | -        | +        | výroba zastavena                                                                                 |
| Halley                                 | Velká Británie, Glasgow                                                                                          | +                   | ?       | ?        | ?        | ?        | ?                                                                                                |
| Hallford                               | Velká Británie, Dartford                                                                                         | +                   | ?       | ?        | ?        | ?        | ?                                                                                                |
| Hanomag                                | Německo, Hannover                                                                                                | +                   | +       | ?        | ?        | ?        | převzal Rheinstahl, sloučeno s Henschel-Werke do Hanomag-Henschel                                |
| Hanomag-Henschel                       | Německo, Hannover                                                                                                | +                   | +       | -        | ?        | ?        | převzal Daimler-Benz, sloučeno s Mercedes-Benz-Lkw, zn. nepoužívána                              |
| Hansa-Lloyd                            | Německo, Varel                                                                                                   | +                   | +       | +        | ?        | ?        | býv. značka Borgward, nepoužívána                                                                |
| Hardy                                  | Velká Británie, Slough                                                                                           | +                   | ?       | ?        | ?        | ?        | ?                                                                                                |
| Harmening                              | Německo, Bückeburg                                                                                               | +                   | +       | +        | +        | +        | převzal Kögel, produkce zastavena                                                                |
| Hall                                   | Německo, Köln | ?                   | ?       | ?        | +        | ?        | zaniklá firma                                                                                    |
| Haulamatic                             | Velká Británie, Wolverhampton                                                                                    | +                   | ?       | ?        | ?        | ?        | ?                                                                                                |
| Hayes                                  | Kanada, Vancouver                                                                                                | +                   | ?       | ?        | ?        | ?        | ?                                                                                                |
| Hendrickson                            | USA, Lyons (Illinois)                                                                                            | +                   | ?       | ?        | ?        | ?        | ?                                                                                                |
| Henschel                               | Německo, Kassel                                                                                                  | +                   | ?       | +        | ?        | +        | převzal Rheinstahl, sloučeno do Hanomag-Henschel                                                 |
| Henschel-Commer                        | Německo a Velká Británie, Kassel, Luton a Dunstable                                                              | +                   | +       | ?        | ?        | ?        | zn. býv. kooperace Henschel a Commer, neužívána                                                  |
| Henschel-Saviem-Renault                | Německo a Francie, Kassel, Suresnes a Blainville                                                                 | +                   | ?       | ?        | ?        | ?        | zn. býv. kooperace Henschel a Saviem, neužívána                                                  |
| Henschel & Sohn                        | Německo, Kassel                                                                                                  | +                   | ?       | +        | ?        | +        | přejmenováno na Henschel                                                                         |
| Hentschel                              | Německo, Berlín                                                                                                  | +                   | -       | -        | +        | +        | převzala Elite Werke, zn. neužívána                                                              |
| Hering                                 | Německo, Gera-Untermhaus                                                                                         | +                   | +       | -        | +        | -        | zaniklá spol.                                                                                    |
| Heuliez                                | Francie, Rorthaist                                                                                               | ?                   | ?       | +        | +        | ?        | převzal Irisbus                                                                                  |
| Hess                                   | Švýcarsko, Bellach                                                                                               | -                   | -       | +        | +        | -        |                                                                                                  |
| Hessia                                 | Německo, Kassel                                                                                                  | +                   | ?       | +        | ?        | ?        | býv. zn. Henschel & Sohn, neužívána                                                              |
| Herrmann                               | Německo, Hamburk-Wandsbek                                                                                        | ?                   | ?       | ?        | +        | +        | ?                                                                                                |
| HHT                                    | Velká Británie, Heanor                                                                                           | +                   | ?       | ?        | ?        | ?        | ?                                                                                                |
| Hindustan                              | Indie, Kalkata                                                                                                   | +                   | ?       | ?        | ?        | ?        | ?                                                                                                |
| Hino                                   | Japonsko, Tokio                                                                                                  | +                   | ?       | +        | ?        | +        | převzato koncernem Toyota                                                                        |
| Hispano-Suiza                          | Španělsko, Barcelona                                                                                             | +                   | ?       | ?        | ?        | ?        | patří pod Pegaso, zn. v oboru nákl. vozů nepoužívána                                             |
| Hogra                                  | Nizozemsko, Oss (Ravenstein)                                                                                     | +                   | -       | -        | -        | -        | zaniklá firma                                                                                    |
| Holden                                 | Austrálie, Melbourne                                                                                             | +                   | ?       | ?        | ?        | ?        | převzato GM, značka neužívána                                                                    |
| Hong-Yan                               | Čínská lidová republika, Čchong-čching a S’-čchuan                                                               | ?                   | ?       | ?        | ?        | ?        | ?                                                                                                |
| Horch                                  | Německo, Zwickau                                                                                                 | +                   | ?       | ?        | ?        | ?        | integrováno do Auto-Union, značka neužívána                                                      |
| Hotchkiss                              | Francie, St. Denis                                                                                               | +                   | ?       | ?        | ?        | ?        | ?                                                                                                |
| Hotchkiss-Delahaye                     | Francie, St. Denis, Tours a Paříž                                                                                | +                   | ?       | ?        | ?        | ?        | býv. zn. Hotchkiss, neužívána                                                                    |
| HSG                                    | Velká Británie, Londýn                                                                                           | +                   | ?       | ?        | ?        | ?        | ?                                                                                                |
| Huanghe                                | Čínská lidová republika, Šin-tung                                                                                | +                   | ?       | ?        | ?        | ?        | ?                                                                                                |
| Hug                                    | USA, Highland (Illinois)                                                                                         | +                   | ?       | ?        | ?        | ?        | ?                                                                                                |
| Humboldt-Deutz                         | Německo, Köln | +                   | -       | +        | +        | +        | přejm. na Klöckner-Humboldt-Deutz (KHD)                                                          |
| Hüffermann                             | Německo, Neustadt (Dosse)                                                                                        | ?                   | ?       | ?        | +        | +        | nyní součástí fy Schwarzmüller                                                                   |
| Hyundai                                | Jižní Korea, Soul                                                                                                | +                   | +       | +        | ?        | ?        |                                                                                                  |
| I                                      | |                     |         |          |          |          |                                                                                                  |
| Výrobce nebo značka                    | Stát, místo | Nákladní automobily | Dodávky | Autobusy | Nástavby | Speciály | Stav společnosti (2008)                                                                          |
| Ibex                                   | USA, Salt Lake City (Utah)                                                                                       | +                   | ?       | ?        | ?        | ?        | ?                                                                                                |
| Ikarus                                 | Maďarsko, Budapešť                                                                                               | -                   | -       | +        | +        | -        | součást Irisbus                                                                                  |
| Indiana                                | USA, Marion (Indiana)                                                                                            | +                   | -       | -        | -        | -        | převzal White, zn. nepoužívána                                                                   |
| IFA                                    | DDR, Ludwigsfelde                                                                                                | +                   | +       | +        | ?        | ?        | převzal Daimler-Benz, zn. nepoužívána                                                            |
| International                          | USA Chicago (Illinois)                                                                                           | +                   | ?       | +        | ?        | ?        | býv. zn. International Harvester, aktuální zn. Navistar International                            |
| International Harvester                | USA a Austrálie, Chicago a Melbourne                                                                             | +                   | ?       | +        | ?        | ?        | přejm. na Navistar International                                                                 |
| Intrall                                | Polsko, Lublin                                                                                                   | +                   | +       | +        | +        | +        |                                                                                                  |
| Irisbus                                | Francie, Saint-Priest a Lyon                                                                                     | -                   | ?       | +        | +        | ?        | převzalo IVECO, zn. nadále používána                                                             |
| Irizar                                 | Španělsko, Ormaiztegi                                                                                            | ?                   | ?       | +        | +        | ?        | součást Mondragón, aktuální značka                                                               |
| Isotta Fraschini                       | Itálie, Milán | +                   | ?       | +        | ?        | ?        | výr. nákl. vozidel zastavena                                                                     |
| Istanbul-Fruehauf                      | Turecko, ? | ?                   | ?       | ?        | ?        | ?        | ?                                                                                                |
| Isuzu                                  | Japonsko, Tokio                                                                                                  | +                   | ?       | +        | ?        | ?        |                                                                                                  |
| IVECO                                  | Nizozemsko, Amsterdam                                                                                            | +                   | +       | +        | +        | +        | patří skupině Fiat, koncern více značek                                                          |
| IVECO Magirus                          | Německo, Ulm | +                   | +       | +        | +        | +        | patří pod IVECO, zn. používána jen pro hasičské speciály                                         |
| J                                      | |                     |         |          |          |          |                                                                                                  |
| Výrobce nebo značka                    | Stát, místo | Nákladní automobily | Dodávky | Autobusy | Nástavby | Speciály | Stav společnosti (2008)                                                                          |
| Jarrett                                | USA, Colorado Springs (Colorado)                                                                                 | +                   | ?       | ?        | ?        | ?        | ?                                                                                                |
| Jeep                                   | USA, ? | ?                   | +       | ?        | ?        | ?        | převzal Chrysler, značka používána                                                               |
| Jeffery                                | USA, Kenosha (Wisconsin)                                                                                         | +                   | ?       | ?        | ?        | ?        | ?                                                                                                |
| Jelcz                                  | Polsko, Varšava                                                                                                  | +                   | ?       | +        | ?        | ?        | ?                                                                                                |
| Jensen                                 | Velká Británie, West Bromwich                                                                                    | +                   | ?       | ?        | ?        | ?        | zaniklá společnost                                                                               |
| Jessen                                 | Německo, ? | ?                   | ?       | ?        | +        | ?        | ?                                                                                                |
| Jiang-Huai                             | Čínská lidová republika, Che-fei                                                                                 | +                   | +       | ?        | ?        | ?        | ?                                                                                                |
| Jiangling                              | Čínská lidová republika, ?                                                                                       | ?                   | ?       | ?        | ?        | ?        |                                                                                                  |
| Jiaotong                               | Čínská lidová republika, Šanghaj                                                                                 | +                   | ?       | ?        | ?        | ?        | ?                                                                                                |
| Jiefang                                | Čínská lidová republika, Čchang-čchun                                                                            | +                   | ?       | ?        | ?        | ?        | ?                                                                                                |
| K                                      | |                     |         |          |          |          |                                                                                                  |
| Výrobce nebo značka                    | Stát, místo | Nákladní automobily | Dodávky | Autobusy | Nástavby | Speciály | Stav společnosti (2008)                                                                          |
| Kaelble                                | Německo, Backnang                                                                                                | +                   | ?       | ?        | ?        | +        | výr. mimo speciálů zastavena, převzal Terex, zn. nadále používána                                |
| Kässbohrer Fahrzeugwerke               | Německo, Ulm | ?                   | ?       | +        | +        | ?        | výr. busů převzal Daimler-Benz, nyní EvoBus, zn. Setra nadále používána                          |
| Kässbohrer Transport Technik           | Rakousko, Eugendorf                                                                                              | ?                   | +       | ?        | +        | ?        |                                                                                                  |
| Kamaz                                  | Rusko, Naberežnyje Čelny                                                                                         | +                   | ?       | +        | ?        | +        |                                                                                                  |
| Karrier                                | Velká Británie, Huddersfield a Luton                                                                             | +                   | ?       | +        | ?        | ?        | ?                                                                                                |
| KAZ                                    | Gruzie, Kutaisi                                                                                                  | +                   | ?       | ?        | ?        | ?        | ?                                                                                                |
| Kenworth                               | USA, Seattle (Washington)                                                                                        | +                   | ?       | ?        | ?        | ?        | převzal Paccar, zn. aktuální                                                                     |
| Kerr Stuart                            | Velká Británie, Stoke-on-Trent                                                                                   | +                   | ?       | ?        | ?        | ?        | ?                                                                                                |
| Kia                                    | Jižní Korea, Soul                                                                                                | +                   | +       | ?        | ?        | ?        | součást Hyundai                                                                                  |
| Klatte                                 | Německo, Brémy                                                                                                   | ?                   | ?       | +        | ?        | ?        | zaniklá firma                                                                                    |
| Klöckner-Deutz                         | Německo, Ulm | +                   | -       | +        | +        | +        | býv. zn. Klöckner-Humboldt-Deutz (KHD), přejmenováno na Magirus-Deutz                            |
| Klöckner-Humboldt-Deutz (KHD)          | Německo, Köln | +                   | ?       | +        | +        | +        | býv. mateřský koncern Magirus-Deutz a Fahr, výr. nákl. vozů ukončena                             |
| KMC                                    | Kypr, Nikósie | +                   | ?       | ?        | ?        | ?        | ?                                                                                                |
| Knox                                   | USA, Springfield (Massachusetts)                                                                                 | +                   | ?       | ?        | ?        | ?        | ?                                                                                                |
| Komatsu                                | Japonsko, Tokio                                                                                                  | +                   | ?       | ?        | ?        | ?        | ?                                                                                                |
| Komnick                                | Německo, Elbing                                                                                                  | ?                   | ?       | ?        | ?        | ?        | ?                                                                                                |
| Kögel                                  | Německo, Ulm | ?                   | ?       | ?        | +        | ?        |                                                                                                  |
| Kramer Allrad                          | Německo, Pfullendorf                                                                                             | +                   | ?       | ?        | ?        | ?        | výr. nákl. vozidel ukončena                                                                      |
| Krauss-Maffei                          | Německo, Mnichov                                                                                                 | ?                   | ?       | +        | +        | ?        | výr. nákl. vozidel ukončena                                                                      |
| KrAZ                                   | Ukrajina, Kremenčuk                                                                                              | +                   | ?       | ?        | ?        | +        |                                                                                                  |
| Kromhout                               | Nizozemsko, Amsterdam                                                                                            | +                   | ?       | +        | ?        | ?        | ?                                                                                                |
| Krone                                  | Německo, Werlte                                                                                                  | -                   | -       | -        | +        | +        |                                                                                                  |
| Krupp                                  | Německo, Essen                                                                                                   | +                   | -       | +        | ?        | +        | výr. nákl. vozidel ukončena                                                                      |
| L                                      | |                     |         |          |          |          |                                                                                                  |
| Výrobce nebo značka                    | Stát, místo | Nákladní automobily | Dodávky | Autobusy | Nástavby | Speciály | Stav společnosti (2008)                                                                          |
| Labourier                              | Francie, Mouchard                                                                                                | +                   | ?       | ?        | ?        | ?        | ?                                                                                                |
| Lacre                                  | Velká Británie, Letchworth                                                                                       | +                   | ?       | ?        | ?        | ?        | ?                                                                                                |
| Lancia                                 | Itálie, Turín | +                   | +       | +        | ?        | +        | výr. nákl. vozů a busů převedena pod IVECO, zn. v tomto oboru neužívána                          |
| Landauer                               | - | -                   | +       | -        | -        | -        | býv. zn. Benz & Cie., neužívána                                                                  |
| Land Rover                             | Velká Británie, ?                                                                                                | ?                   | ?       | ?        | ?        | ?        | převzal Ford, zn. nadále používána                                                               |
| Langendorf                             | Německo, Waltrop                                                                                                 | -                   | -       | -        | +        | +        |                                                                                                  |
| Latil                                  | Francie, Suresnes                                                                                                | +                   | +       | +        | -        | +        | součást Saviem, zn. neužívána                                                                    |
| Laurin & Klement                       | | +                   | -       | +        | -        | -        | Škoda Auto, zn. neužívána                                                                        |
| LDV                                    | Velká Británie, Birmingham                                                                                       | ?                   | +       | ?        | ?        | ?        | převzal GAZ, značka nadále užívána                                                               |
| Leader                                 | Austrálie, Toowoomba                                                                                             | +                   | ?       | ?        | ?        | ?        | ?                                                                                                |
| Lectra Haul                            | USA, Tulsa (Oklahoma)                                                                                            | ?                   | ?       | ?        | ?        | ?        | ?                                                                                                |
| Ley                                    | Německo, Arnstadt                                                                                                | ?                   | ?       | ?        | ?        | ?        | ?                                                                                                |
| Leyland                                | Velká Británie, Leyland                                                                                          | +                   | +       | +        | ?        | ?        | převzal DAF, přejm. na Leyland-DAF                                                               |
| Leyland-DAF                            | Velká Británie, Thame                                                                                            | +                   | ?       | ?        | ?        | ?        |                                                                                                  |
| LIAZ                                   | Česko, Jablonec nad Nisou                                                                                        | +                   | -       | +        | -        | +        | výr. v současnosti obnovila f. TEDOM                                                             |
| Liebherr                               | Německo, Ehingen                                                                                                 | -                   | -       | -        | ?        | +        |                                                                                                  |
| Locomobile                             | USA, Bridgeport (Connecticut)                                                                                    | +                   | ?       | ?        | ?        | ?        | ?                                                                                                |
| Loeb                                   | Německo, Berlín                                                                                                  | ?                   | ?       | ?        | ?        | ?        | ?                                                                                                |
| Lohéac                                 | Francie, Rouen                                                                                                   | +                   | ?       | ?        | ?        | ?        | ?                                                                                                |
| Lomount                                | Velká Británie, Colnbrook                                                                                        | +                   | ?       | ?        | ?        | ?        | ?                                                                                                |
| Lorraine-Dietrich                      | Francie, Lunéville                                                                                               | +                   | ?       | +        | ?        | ?        | ?                                                                                                |
| Ludewig                                | Německo, Essen                                                                                                   | -                   | -       | +        | +        | -        | výr. zastavena                                                                                   |
| Lueg                                   | Německo, Bochum                                                                                                  | ?                   | ?       | ?        | +        | ?        | ?                                                                                                |
| M                                      | |                     |         |          |          |          |                                                                                                  |
| Výrobce nebo značka                    | Stát, místo | Nákladní automobily | Dodávky | Autobusy | Nástavby | Speciály | Stav společnosti (2008)                                                                          |
| Mack                                   | USA, Allentown (Pensylvánie)                                                                                     | +                   | ?       | ?        | ?        | ?        | převzal Renault, značka nadále používána                                                         |
| Madara                                 | Bulharsko, Šumen                                                                                                 | +                   | ?       | ?        | ?        | ?        | ?                                                                                                |
| MAF                                    | Německo, Markranstädt                                                                                            | ?                   | ?       | ?        | ?        | ?        | ?                                                                                                |
| Magirus                                | Německo, Ulm | +                   | -       | +        | +        | +        | převzal Humboldt-Deutz, přejm. na Klöckner-Deutz                                                 |
| Magirus-Deutz                          | Německo, Ulm a Mainz                                                                                             | +                   | -       | +        | +        | +        | součást IVECO, přejm. na Magirus IVECO                                                           |
| Magirus IVECO                          | Německo, Ulm a Mainz                                                                                             | +                   | -       | +        | +        | +        | býv. zn. IVECO                                                                                   |
| MAN Nutzfahrzeuge                      | Německo, Mnichov                                                                                                 | +                   | -       | +        | +        | +        | koncern                                                                                          |
| MAN-Büssing                            | Německo, Mnichov                                                                                                 | +                   | -       | +        | ?        | ?        | býv. značka MAN, jméno nepoužíváno                                                               |
| MAN Volkswagen Nutzfahrzeuge           | Německo, Mnichov a Hannover                                                                                      | +                   | -       | +        | +        | +        | zn. býv kooperace MAN Nutzfahrzeuge a Volkswagen Nutzfahrzeuge, nepoužívána                      |
| Manchester                             | Vereinigtes Königreich, Stockport                                                                                | +                   | ?       | ?        | ?        | ?        | ?                                                                                                |
| Manderbach                             | Německo, Wissenbach                                                                                              | +                   | +       | +        | ?        | +        | zaniklá společnost                                                                               |
| MAN-Meccanica                          | Itálie, ? | +                   | ?       | ?        | ?        | +        | ?                                                                                                |
| Mann                                   | Velká Británie, Hunslet a Leeds                                                                                  | +                   | ?       | ?        | ?        | ?        | ?                                                                                                |
| Mannesmann                             | Německo, Düsseldorf                                                                                              | +                   | ?       | +        | ?        | ?        | býv. mateřský koncern MULAG, výr. zastavena                                                      |
| Marcopolo                              | Brazílie, Caxias do Sul                                                                                          | ?                   | ?       | +        | ?        | ?        | ?                                                                                                |
| Marmon                                 | USA, Denton (Texas) aDallas (Texas)                                                                              | +                   | ?       | ?        | ?        | ?        | ?                                                                                                |
| Marmon-Herrington                      | USA, Indianapolis (Indiana)                                                                                      | +                   | ?       | ?        | ?        | ?        | ?                                                                                                |
| Martini                                | Švýcarsko, St. Blaise                                                                                            | +                   | ?       | ?        | ?        | ?        | ?                                                                                                |
| Maserati                               | Itálie, ? | +                   | ?       | ?        | ?        | ?        | výr. nákl. vozů zastavena                                                                        |
| Mathis                                 | Francie, Štrasburk                                                                                               | +                   | +       | ?        | ?        | ?        | převzal Ford, dále jako Matford                                                                  |
| Matford                                | Francie, Štrasburk                                                                                               | +                   | +       | ?        | ?        | ?        | býv. zn. koncernu Ford, nepoužívána                                                              |
| Maudslay                               | Velká Británie, Coventry a Alcester                                                                              | +                   | ?       | +        | ?        | ?        | ?                                                                                                |
| Mauri                                  | ?, ? | ?                   | ?       | +        | ?        | ?        | ?                                                                                                |
| MAZ                                    | Bělorusko, Minsk                                                                                                 | +                   | ?       | +        | ?        | ?        |                                                                                                  |
| MAZ-MAN                                | Bělorusko, Minsk                                                                                                 | +                   | ?       | ?        | ?        | ?        | zn. kooperace MAZ a MAN                                                                          |
| Mazda                                  | Japonsko, Hirošima                                                                                               | ?                   | +       | ?        | ?        | ?        | ?                                                                                                |
| McCurd                                 | Velká Británie, Hayes a Slough                                                                                   | +                   | ?       | ?        | ?        | ?        | ?                                                                                                |
| Meiller                                | Německo, Mnichov                                                                                                 | ?                   | ?       | ?        | +        | ?        |                                                                                                  |
| Mercedes-Benz                          | Německo, Stuttgart                                                                                               | +                   | +       | +        | -        | +        | zn. Daimler AG                                                                                   |
| Metz                                   | Německo, Karlsruhe                                                                                               | ?                   | ?       | ?        | +        | +        | převzal Rosenbauer, zn. nadále používána                                                         |
| Metro Cammell                          | Velká Británie, ?                                                                                                | ?                   | ?       | +        | +        | ?        | ?                                                                                                |
| Meyer-Hagen                            | Německo, Hagen                                                                                                   | ?                   | ?       | ?        | +        | ?        | ?                                                                                                |
| Miesen                                 | Německo, Wachtberg                                                                                               | ?                   | ?       | ?        | +        | +        |                                                                                                  |
| Minerva                                | Belgie, Antverpy                                                                                                 | +                   | ?       | ?        | ?        | +        | s Imperia sloučeno do Minerva-Imperia                                                            |
| Minerva-Imperia                        | ?, ? | +                   | ?       | ?        | ?        | ?        | zaniklá firma                                                                                    |
| Mitsubishi                             | Japonsko, Tokio                                                                                                  | +                   | ?       | ?        | ?        | ?        | ?                                                                                                |
| Mitsubishi Fuso                        | Japonsko, Tokio                                                                                                  | +                   | +       | +        | ?        | ?        | převzal DaimlerChrysler, zn. nadále používána                                                    |
| Mol                                    | Belgie, Hooglede                                                                                                 | +                   | ?       | ?        | +        | ?        |                                                                                                  |
| Moreland                               | USA, Burbank (Kalifornie)                                                                                        | +                   | ?       | ?        | ?        | ?        | ?                                                                                                |
| Morris                                 | Velká Británie, Birmingham                                                                                       | +                   | +       | -        | -        | ?        | součást BMC, zn. nepoužívána                                                                     |
| Morris Commercial                      | Velká Británie, Birmingham                                                                                       | +                   | +       | ?        | ?        | ?        | součást BMC, zn. nepoužívána                                                                     |
| Moser                                  | Švýcarsko, Steffisburg                                                                                           | ?                   | ?       | ?        | +        | ?        | ?                                                                                                |
| MOWAG                                  | Švýcarsko, Kreuzlingen                                                                                           | +                   | ?       | ?        | +        | +        |                                                                                                  |
| Moxy                                   | Norsko, Oslo | -                   | -       | -        | -        | +        |                                                                                                  |
| MTN                                    | Velká Británie, Croydon                                                                                          | +                   | ?       | ?        | ?        | ?        | ?                                                                                                |
| MULAG                                  | Německo, Cáchy                                                                                                   | +                   | ?       | +        | ?        | ?        | převzal Büssing, zn. neužívána                                                                   |
| Multicar                               | Německo, Waltershausen                                                                                           | +                   | -       | -        | -        | +        |                                                                                                  |
| Multiwheeler                           | Velká Británie, South Harrow                                                                                     | +                   | ?       | ?        | ?        | ?        | ?                                                                                                |
| MWF                                    | Německo, Magdeburg                                                                                               | ?                   | ?       | ?        | ?        | ?        | ?                                                                                                |
| MZKT                                   | Bělorusko, Minsk                                                                                                 | +                   | ?       | ?        | ?        | +        |                                                                                                  |
| N                                      | |                     |         |          |          |          |                                                                                                  |
| Výrobce nebo značka                    | Stát, místo | Nákladní automobily | Dodávky | Autobusy | Nástavby | Speciály | Stav společnosti (2008)                                                                          |
| Nacke                                  | Německo, Coswig                                                                                                  | +                   | ?       | +        | ?        | ?        | výr. nákl. vozidel zastavena                                                                     |
| Nationale Automobil-Gesellschaft (NAG) | Německo, Berlín                                                                                                  | +                   | ?       | ?        | ?        | ?        | převzal Büssing, přejm. na Büssing-NAG                                                           |
| Neue Automobil-Gesellschaft (NAG)      | Německo, Berlín                                                                                                  | +                   | ?       | ?        | ?        | ?        |                                                                                                  |
| NAMAG                                  | Německo, Brémy-Hastedt                                                                                           | ?                   | ?       | ?        | ?        | ?        | přešlo pod Hansa-Lloyd, zn. nepoužívána                                                          |
| NASCO                                  | Egypt, Helwán | +                   | ?       | ?        | ?        | ?        |                                                                                                  |
| Navistar International                 | USA, Chicago (Illinois)                                                                                          | +                   | ?       | +        | ?        | ?        |                                                                                                  |
| NAW                                    | Švýcarsko, Arbon a Wetzikon                                                                                      | +                   | ?       | +        | ?        | +        | převzal Daimler-Benz, zn. nepoužívána                                                            |
| Nencki                                 | Švýcarsko, Langenthal                                                                                            | -                   | -       | -        | +        | ?        |                                                                                                  |
| Neoplan                                | Německo, Stuttgart                                                                                               | ?                   | ?       | +        | ?        | ?        | býv. zn. Gottlob Auwärter, aktuální zn. spol. MAN                                                |
| Nicolas                                | Francie, Champs-sur-Yonne                                                                                        | +                   | ?       | ?        | ?        | ?        |                                                                                                  |
| Nissan                                 | Japonsko, Tokio                                                                                                  | -                   | +       | -        | -        | -        |                                                                                                  |
| Nissan Diesel                          | Japonsko, Kawaguči                                                                                               | +                   | +       | +        | ?        | ?        |                                                                                                  |
| Norddeutsche Automobilwerke            | Německo, Hameln                                                                                                  | ?                   | ?       | ?        | ?        | ?        | ?                                                                                                |
| Norde                                  | Vereinigtes Königreich, Darley Dale                                                                              | +                   | ?       | ?        | ?        | ?        | ?                                                                                                |
| NSU                                    | Německo, Neckarsulm                                                                                              | -                   | -       | +        | +        | -        | převzalto Audi, zn. nepoužívána                                                                  |
| NWF                                    | Německo, Wilhelmshaven                                                                                           | -                   | -       | +        | +        | +        | zaniklá firma                                                                                    |
| O                                      | |                     |         |          |          |          |                                                                                                  |
| Výrobce nebo značka                    | Stát, místo | Nákladní automobily | Dodávky | Autobusy | Nástavby | Speciály | Stav společnosti (2008)                                                                          |
| ÖAF                                    | Rakousko, Vídeň                                                                                                  | +                   | ?       | ?        | ?        | +        | převzalMAN, značka nadále používána                                                              |
| OASA                                   | Česko, Čáslav | ?                   | ?       | +        | ?        | ?        | ?                                                                                                |
| Ocelot                                 | Čechy, ? | ?                   | ?       | ?        | ?        | ?        | ?                                                                                                |
| Ochsner                                | Švýcarsko, Urdorf                                                                                                | ?                   | ?       | ?        | +        | ?        | ?                                                                                                |
| OM                                     | Itálie, Brescia                                                                                                  | +                   | +       | ?        | ?        | ?        | součást IVECO, zn. neužívána                                                                     |
| OM-Büssing                             | Itálie a Německo, Brescia a Braunschweig                                                                         | +                   | ?       | ?        | ?        | ?        | býv. zn. kooperace OM a Büssing, nepoužívána                                                     |
| OMT                                    | Itálie, Tortona                                                                                                  | +                   | ?       | ?        | ?        | ?        | ?                                                                                                |
| Opel                                   | Německo, Rüsselsheim                                                                                             | +                   | +       | ?        | ?        | +        | převzalo GM                                                                                      |
| Orenstein & Koppel                     | Německo, Berlín                                                                                                  | ?                   | ?       | ?        | +        | ?        | sloučeno s Fiat Kobleco, Kobleco a New Holland, společná zn. New Holland                         |
| Orion (Německo)                        | Německo, Eschwege                                                                                                | ?                   | ?       | +        | +        | ?        | zaniklá firma                                                                                    |
| Orion (Švýcarsko)                      | Švýcarsko, Zürich                                                                                                | ?                   | ?       | ?        | ?        | ?        | ?                                                                                                |
| Oshkosh                                | USA, Oshkosh (Wisconsin)                                                                                         | +                   | ?       | ?        | +        | +        |                                                                                                  |
| Ostner                                 | Německo, Sulzbach-Rosenberg                                                                                      | +                   | +       | -        | +        | -        | produkce převedena na Faun, firma zanikla                                                        |
| Otokar                                 | Turecko, Istanbul                                                                                                | ?                   | ?       | +        | ?        | +        | ?                                                                                                |
| Otosan                                 | Turecko, Istanbul                                                                                                | ?                   | ?       | +        | ?        | ?        | ?                                                                                                |
| P                                      | |                     |         |          |          |          |                                                                                                  |
| Výrobce nebo značka                    | Stát, místo | Nákladní automobily | Dodávky | Autobusy | Nástavby | Speciály | Stav společnosti (2008)                                                                          |
| Paccar                                 | USA, Bellevue (Washington)                                                                                       | +                   | +       | +        | ?        | +        | koncern                                                                                          |
| Pacific (Kanada)                       | Kanada, Vancouver                                                                                                | +                   | ?       | ?        | ?        | +        | ?                                                                                                |
| Pacific (USA)                          | USA, Renton (Washington)                                                                                         | +                   | ?       | ?        | ?        | ?        | ?                                                                                                |
| Packard                                | USA, Detroit (Michigan)                                                                                          | +                   | ?       | ?        | ?        | ?        | fúze s f. Studebaker, zn. pro nákl. vozy neužívána                                               |
| Pagefield                              | Vereinigtes Königreich, Wigan                                                                                    | +                   | ?       | ?        | ?        | ?        | ?                                                                                                |
| Panhard & Levassor                     | Francie, Paříž                                                                                                   | +                   | ?       | ?        | ?        | ?        | převzal Citroën, zn. nepoužívána                                                                 |
| Paymaster                              | USA, Lyons (Oregon)                                                                                              | +                   | ?       | ?        | ?        | ?        | ?                                                                                                |
| Peerless                               | USA a Velká Británie, Cleveland (Ohio) a Slough                                                                  | +                   | ?       | ?        | ?        | ?        | ?                                                                                                |
| Pegaso                                 | Španělsko, Madrid                                                                                                | +                   | ?       | ?        | ?        | ?        | převzato koncernem IVECO, zn. nepoužívána                                                        |
| Pekol                                  | Německo, Oldenburg                                                                                               | ?                   | ?       | +        | +        | ?        | ?                                                                                                |
| Pena                                   | Mexiko, Nuevo Léon                                                                                               | ?                   | ?       | ?        | ?        | ?        | ?                                                                                                |
| Perlini                                | Itálie, San Bonifacio a Verona                                                                                   | +                   | ?       | ?        | +        | +        | ?                                                                                                |
| Peter                                  | Švýcarsko, Winterthur                                                                                            | ?                   | ?       | ?        | ?        | ?        | ?                                                                                                |
| Peterbilt                              | USA, Oakland (Kalifornie) a Newark (Kalifornie)                                                                  | +                   | ?       | ?        | ?        | ?        | součást Paccar                                                                                   |
| Peugeot                                | Francie, Paříž                                                                                                   | +                   | +       | ?        | ?        | ?        | s Citroënem fúze do PSA                                                                          |
| Phänomen                               | Německo, Zittau                                                                                                  | +                   | +       | +        | ?        | ?        | přejm. na Robur                                                                                  |
| Piaggio                                | Itálie, Pontedera                                                                                                | +                   | +       | ?        | ?        | ?        | ?                                                                                                |
| Pierce-Arrow                           | USA, Buffalo (New York)                                                                                          | +                   | ?       | ?        | ?        | ?        | výr. nákl. vozů zastavena                                                                        |
| Podeus                                 | Německo, Wismar                                                                                                  | +                   | ?       | ?        | ?        | +        | zaniklá firma                                                                                    |
| Praga                                  | Česko, Praha | +                   | ?       | ?        | ?        | ?        |                                                                                                  |
| Premier                                | Indie, Bombaj | +                   | ?       | ?        | ?        | ?        |                                                                                                  |
| Presto                                 | Německo, Chemnitz                                                                                                | +                   | ?       | ?        | ?        | ?        | ?                                                                                                |
| Primetzhofer                           | Rakousko, Leonding                                                                                               | +                   | ?       | ?        | +        | +        | ?                                                                                                |
| Proctor                                | Velká Británie, Norwich                                                                                          | +                   | ?       | ?        | ?        | ?        | ?                                                                                                |
| Protos                                 | Německo, Berlín                                                                                                  | ?                   | ?       | ?        | ?        | ?        | převzal NAG, zn. nepoužívána                                                                     |
| Putzmeister                            | Německo, Aichtal                                                                                                 | -                   | -       | -        | +        | +        |                                                                                                  |
| Q                                      | |                     |         |          |          |          |                                                                                                  |
| Výrobce nebo značka                    | Stát, místo | Nákladní automobily | Dodávky | Autobusy | Nástavby | Speciály | Stav společnosti (2008)                                                                          |
| Quest (UK)                             | Vereinigtes Königreich, Telford                                                                                  | +                   | ?       | ?        | ?        | ?        | převzala United Engineering Industries, výr. nákl. vozů zastavena                                |
| Quest (Zimbabwe)                       | Zimbabve, ? | +                   | ?       | ?        | ?        | ?        | převzal Leyland übernommen, ?                                                                    |
| R                                      | |                     |         |          |          |          |                                                                                                  |
| Výrobce nebo značka                    | Stát, místo | Nákladní automobily | Dodávky | Autobusy | Nástavby | Speciály | Stav společnosti (2008)                                                                          |
| Rába                                   | Maďarsko, Győr                                                                                                   | +                   | ?       | ?        | +        | ?        | ?                                                                                                |
| Ralph                                  | JAR, Johannesburg                                                                                                | +                   | ?       | ?        | ?        | ?        | ?                                                                                                |
| Ramirez                                | Mexiko, Monterrey                                                                                                | +                   | ?       | ?        | ?        | ?        | ?                                                                                                |
| Rapid                                  | USA, Detroit (Michigan) a Pontiac (Michigan)                                                                     | +                   | ?       | ?        | ?        | ?        | ?                                                                                                |
| Rathgeber                              | Německo, Mnichov                                                                                                 | -                   | -       | +        | +        | ?        | převzal Meiller, zn. neužívána                                                                   |
| Relay                                  | USA, Lima (Ohio)                                                                                                 | +                   | ?       | ?        | ?        | ?        | ?                                                                                                |
| Renault Trucks                         | Francie, Billancourt                                                                                             | +                   | ?       | +        | ?        | ?        | výr. nákl. vozidel a autobusů převedena na Volvo                                                 |
| REO                                    | USA, Lansing (Michigan)                                                                                          | +                   | ?       | ?        | ?        | ?        | ?                                                                                                |
| RFW                                    | Austrálie, Chester Hill                                                                                          | +                   | ?       | ?        | ?        | ?        | ?                                                                                                |
| Rhein-Bayern                           | Německo, ? | +                   | ?       | ?        | ?        | +        | ?                                                                                                |
| Rheinstahl                             | Německo, Essen                                                                                                   | +                   | +       | ?        | ?        | ?        | býv. mateřský koncern Tempo, Hanomag a Henschel, výr. zastavena                                  |
| Richi                                  | Švýcarsko, Weiningen                                                                                             | ?                   | ?       | ?        | ?        | ?        | ?                                                                                                |
| Robur                                  | DDR, Zittau | +                   | +       | +        | ?        | ?        | výroba ukončena                                                                                  |
| Rohr                                   | Německo, Straubing                                                                                               | -                   | -       | -        | +        | +        |                                                                                                  |
| ROMAN                                  | Rumunsko, Braşov                                                                                                 | +                   | ?       | +        | ?        | ?        | ?                                                                                                |
| Rose Fahrzeugbau                       | Německo, Dortmund                                                                                                | -                   | ?       | -        | +        | +        |                                                                                                  |
| Rosenbauer                             | Rakousko, Leonding                                                                                               | -                   | -       | -        | +        | +        |                                                                                                  |
| ROSS                                   | Česko, Roudnice nad Labem                                                                                        | ?                   | ?       | ?        | +        | ?        | ?                                                                                                |
| Rotinoff                               | Velká Británie, Colnbrook                                                                                        | +                   | ?       | ?        | ?        | ?        | ?                                                                                                |
| Rowe-Hillmaster                        | Velká Británie, Liskeard                                                                                         | +                   | ?       | ?        | ?        | ?        | ?                                                                                                |
| Rumpler                                | Německo, Berlin                                                                                                  | +                   | -       | -        | +        | +        | výr nákl. vozů zastavena                                                                         |
| Rutland                                | Velká Británie, Croydon                                                                                          | +                   | ?       | ?        | ?        | ?        | ?                                                                                                |
| S                                      | |                     |         |          |          |          |                                                                                                  |
| Výrobce nebo značka                    | Stát, místo | Nákladní automobily | Dodávky | Autobusy | Nástavby | Speciály | Stav společnosti (2008)                                                                          |
| Saab-Scania                            | Švédsko, Södertälje                                                                                              | +                   | +       | ?        | ?        | ?        |                                                                                                  |
| Sachsenring                            | Německo, Zwickau                                                                                                 | +                   | ?       | ?        | ?        | ?        | výr. nákl. vozidel zastavena                                                                     |
| S. A. F. Gaggenau                      | Německo, Gaggenau                                                                                                | +                   | ?       | ?        | ?        | ?        | převzal Benz & Cie., zn. neužívána                                                               |
| SAMAG                                  | JAR, Pretoria | +                   | ?       | ?        | +        | +        | ?                                                                                                |
| SAMIL                                  | JAR, Pretoria | +                   | ?       | ?        | +        | +        | ?                                                                                                |
| Samsung                                | Jižní Korea, ?                                                                                                   | ?                   | ?       | ?        | ?        | ?        | ?                                                                                                |
| Saurer                                 | Švýcarsko, Arbon                                                                                                 | +                   | ?       | +        | ?        | +        | s FBW sloučeno do NAW, zn. nepoužívána                                                           |
| Saurer Austria                         | Rakousko, Vídeň                                                                                                  | +                   | ?       | +        | ?        | ?        | převzal Steyr-Daimler-Puch, zn. neužívána                                                        |
| Saurer France                          | Francie, Suresnes                                                                                                | ?                   | ?       | ?        | ?        | ?        | zn. neužívána                                                                                    |
| Saurer USA                             | USA, Plainsfield (?)                                                                                             | ?                   | ?       | ?        | ?        | ?        | zn. neužívána                                                                                    |
| Saval-Kronenburg                       | Nizozemsko,? | ?                   | ?       | ?        | +        | ?        | ?                                                                                                |
| Saviem                                 | Francie, Suresnes a Blainville                                                                                   | +                   | ?       | +        | ?        | ?        | býv. zn. Renault, sloučeno s Berliet do Renault                                                  |
| Scammell                               | Velká Británie, Watford                                                                                          | +                   | ?       | ?        | ?        | ?        | převzal Leyland, zn. neužívána                                                                   |
| Scania                                 | Švédsko, Södertälje                                                                                              | +                   | +       | +        | ?        | ?        |                                                                                                  |
| Scania-Vabis                           | Švédsko, Södertälje                                                                                              | +                   | ?       | ?        | ?        | ?        | sloučeno se Saabem do Saab-Scania                                                                |
| Scheibler                              | Německo, Cáchy                                                                                                   | +                   | ?       | ?        | ?        | ?        | převzal Mannesmann, přejm. na MULAG                                                              |
| Schenk                                 | Německo, Stuttgart-Feuerbach                                                                                     | +                   | -       | -        | +        | +        | zaniklá firma                                                                                    |
| Scheele                                | Německo, Köln-Melaten                                                                                            | +                   | -       | +        | +        | -        | zaniklá firma                                                                                    |
| Scheuerle                              | Německo, Pfedelbach                                                                                              | -                   | -       | -        | +        | +        |                                                                                                  |
| Schiemann                              | Německo, Wurzen                                                                                                  | +                   | -       | +        | -        | +        | zaniklá firma                                                                                    |
| Schmitz Cargobull                      | Německo, Altenberge                                                                                              | ?                   | ?       | ?        | +        | ?        |                                                                                                  |
| Schwarzmüller                          | Rakousko, Freinberg                                                                                              | ?                   | ?       | ?        | +        | +        | výrobní závod také v Žebráce, Dunaharaszti                                                       |
| Schwing                                | Německo, Herne                                                                                                   | -                   | -       | -        | ?        | +        |                                                                                                  |
| Scot                                   | Kanada, Debert a Nové Skotsko                                                                                    | +                   | ?       | ?        | ?        | ?        | ?                                                                                                |
| SD                                     | Velká Británie, Letchworth                                                                                       | +                   | ?       | ?        | ?        | ?        | ?                                                                                                |
| Seddon                                 | Velká Británie, Oldham                                                                                           | +                   | ?       | ?        | ?        | ?        | sloučeno do Seddon Atkinson                                                                      |
| Seddon Atkinson                        | Velká Británie, Oldham                                                                                           | +                   | ?       | ?        | ?        | ?        | převzala ENASA, zn. užívána                                                                      |
| Sentinel                               | Velká Británie, Shrewsbury                                                                                       | +                   | ?       | ?        | ?        | ?        | ?                                                                                                |
| Setra                                  | Německo, Ulm | ?                   | ?       | +        | +        | ?        | býv. zn firmy Kässbohrer, současná zn. f. EvoBus                                                 |
| Shefflex                               | Velká Británie, Sheffield                                                                                        | +                   | ?       | ?        | ?        | ?        | ?                                                                                                |
| Siegel                                 | Německo, Schönebeck                                                                                              | ?                   | ?       | ?        | ?        | ?        | ?                                                                                                |
| Siemens & Halske                       | Německo, Berlín                                                                                                  | +                   | ?       | ?        | ?        | ?        | ?                                                                                                |
| Siemens-Schuckertwerke (SSW)           | Německo, Berlín                                                                                                  | +                   | ?       | ?        | ?        | ?        | ?                                                                                                |
| Simca                                  | Francie, Nanterre                                                                                                | +                   | ?       | ?        | ?        | ?        | převzal Peugeot, zn. neužívána                                                                   |
| Simson                                 | Německo, Suhl | +                   | ?       | ?        | ?        | ?        | výr. zastavena                                                                                   |
| Sisu                                   | Finsko, Raseborg                                                                                                 | +                   | -       | +        | -        | +        |                                                                                                  |
| Škoda                                  | Česko | +                   | -       | +        | -        | -        | výr. převedena do LIAZ                                                                           |
| Smith                                  | Velká Británie, Newcastle upon Tyne                                                                              | +                   | +       | -        | -        | -        |                                                                                                  |
| Solaris                                | Polsko, Ovinska                                                                                                  | -                   | -       | +        | ?        | ?        |                                                                                                  |
| Sommer                                 | Německo, Bielefeld                                                                                               | ?                   | ?       | ?        | ?        | ?        | ?                                                                                                |
| Somua                                  | Francie, St. Ouen a Pontoise                                                                                     | +                   | ?       | +        | ?        | ?        | součást Saviem, zn. dále neužívána                                                               |
| SOR                                    | Česko, Libchavy                                                                                                  | -                   | -       | +        | -        | -        |                                                                                                  |
| Spangler                               | USA, Hamburg (Pensylvánie)                                                                                       | ?                   | ?       | ?        | ?        | ?        | ?                                                                                                |
| SsangYong                              | Jižní Korea, ?                                                                                                   | ?                   | ?       | ?        | ?        | ?        |                                                                                                  |
| Star (UK)                              | Velká Británie, Wolverhampton                                                                                    | +                   | ?       | ?        | ?        | ?        | ?                                                                                                |
| Star (Polsko)                          | Polsko, Starachowice                                                                                             | +                   | -       | -        | -        | +        | převzal MAN, zn. dále užívána                                                                    |
| Sterling Trucks                        | USA, Redford Township (Mississippi)                                                                              | +                   | -       | -        | -        | +        | převzal Freightliner, zn. od r. 2009 neužívána                                                   |
| Steyr                                  | Rakousko, Steyr                                                                                                  | +                   | +       | ?        | -        | +        | součást MAN, zn. užívána                                                                         |
| Steyr Daimler Puch                     | Rakousko, Steyr                                                                                                  | +                   | ?       | ?        | ?        | ?        | býv. mateřský koncern Steyr                                                                      |
| Steyr-Fiat-OM                          | Rakousko, Steyr                                                                                                  | +                   | ?       | ?        | ?        | ?        | ?                                                                                                |
| Steyr-OM                               | Rakousko, Steyr                                                                                                  | +                   | ?       | ?        | ?        | ?        | ?                                                                                                |
| Still                                  | Německo, Hamburg                                                                                                 | +                   | ?       | ?        | ?        | +        | ?                                                                                                |
| Stille                                 | Německo, Münster                                                                                                 | ?                   | ?       | ?        | ?        | ?        | ?                                                                                                |
| Stoewer                                | Německo, Štětín                                                                                                  | +                   | ?       | ?        | ?        | ?        | firma zanikla                                                                                    |
| Stoll                                  | Německo, Dresden-Neustadt                                                                                        | ?                   | ?       | ?        | ?        | ?        | ?                                                                                                |
| Straker-Squire                         | Velká Británie, Bristol a Twickenham                                                                             | +                   | ?       | ?        | ?        | ?        | ?                                                                                                |
| Straussler                             | Velká Británie, Brentford                                                                                        | +                   | ?       | ?        | ?        | ?        | ?                                                                                                |
| Studebaker                             | USA, South Bend (Indiana)                                                                                        | +                   | ?       | ?        | ?        | ?        | sloučeno s Packard, zn. neužívána                                                                |
| Südwerke                               | Německo, Kulmbach, Norimberk, Bamberk                                                                            | +                   | -       | ?        | ?        | ?        | bývalá zn. Krupp, neužívána                                                                      |
| T                                      | |                     |         |          |          |          |                                                                                                  |
| Výrobce nebo značka                    | Stát, místo | Nákladní automobily | Dodávky | Autobusy | Nástavby | Speciály | Stav společnosti (2008)                                                                          |
| Tadano                                 | Japonsko, ? | ?                   | ?       | ?        | ?        | +        |                                                                                                  |
| Talbot                                 | Francie, ? | ?                   | +       | ?        | ?        | ?        | převzato f. Peugeot, značka nepoužívána                                                          |
| TAM                                    | Slovinsko, Maribor                                                                                               | +                   | +       | +        | +        | +        | zn. firmy TVM, aktuální                                                                          |
| Tata                                   | Indie, Džamšedpur                                                                                                | +                   | ?       | ?        | ?        | ?        |                                                                                                  |
| Tatra                                  | Česko, Kopřivnice                                                                                                | +                   | +       | +        | +        | +        | převzala Blue River Group                                                                        |
| Tempo (Německo)                        | Německo, Hamburg-Harburg                                                                                         | +                   | +       | ?        | ?        | ?        | převzal Rheinstahl, sloučeno s Hanomag, zn. neužívána                                            |
| Tempo (Indie)                          | Indie, Pune | +                   | ?       | ?        | ?        | ?        | ?                                                                                                |
| TEDOM                                  | Česko, Třebíč a Jablonec nad Nisou                                                                               | +                   | -       | +        | -        | -        | 2008: výroba nákladních vozidel ukončena, 2012: výroba autobusu ukončena, výroba motorů na CNG   |
| Temsa                                  | Turecko, Adana                                                                                                   | ?                   | +       | +        | ?        | ?        | patří do Sabancı Holding                                                                         |
| Terberg                                | Nizozemsko, Benschop                                                                                             | +                   | -       | -        | ?        | +        |                                                                                                  |
| Terex                                  | USA, Hudson (Ohio)                                                                                               | +                   | ?       | ?        | ?        | +        |                                                                                                  |
| Thomas Built Buses                     | North Carolina, USA                                                                                              | -                   | -       | +        | -        | -        | zn. užívána, v současnosti ve vlastnictví Daimler AG                                             |
| Thornycroft                            | Velká Británie, Basingstoke                                                                                      | +                   | ?       | ?        | ?        | ?        | ?                                                                                                |
| Tilling Stevens                        | Velká Británie, Maidstone                                                                                        | +                   | ?       | +        | ?        | ?        | ?                                                                                                |
| Titan (Německo)                        | Německo, Backnang                                                                                                | +                   | -       | -        | +        | +        |                                                                                                  |
| Titan (USA)                            | USA, Milwaukee (Wisconsin)                                                                                       | +                   | ?       | ?        | ?        | ?        | ?                                                                                                |
| Tofaş                                  | Turecko, Istanbul                                                                                                | +                   | ?       | ?        | ?        | ?        |                                                                                                  |
| Toyota                                 | Japonsko, Tokio                                                                                                  | +                   | +       | ?        | ?        | ?        |                                                                                                  |
| Traffic                                | USA, St. Louis (Missouri)                                                                                        | +                   | ?       | ?        | ?        | ?        | ?                                                                                                |
| Tribelhorn                             | Švýcarsko, Feldbach a Zürich                                                                                     | ?                   | ?       | ?        | ?        | ?        | ?                                                                                                |
| Trösch                                 | Švýcarsko, Dübendorf                                                                                             | ?                   | ?       | ?        | +        | ?        | ?                                                                                                |
| TVM                                    | Slovinsko, Maribor                                                                                               | +                   | +       | +        | +        | +        | součást Viator & Vektor                                                                          |
| TVW                                    | Velká Británie, Warrington                                                                                       | +                   | ?       | ?        | ?        | ?        | ?                                                                                                |
| U                                      | |                     |         |          |          |          |                                                                                                  |
| Výrobce nebo značka                    | Stát, místo | Nákladní automobily | Dodávky | Autobusy | Nástavby | Speciály | Stav společnosti (2008)                                                                          |
| UAZ                                    | Rusko, Uljanovsk                                                                                                 | +                   | +       | +        | ?        | +        |                                                                                                  |
| Uerdingen                              | Německo, Uerdingen                                                                                               | ?                   | ?       | +        | +        | ?        | převzal Siemens, výr. nákl. vozidel ukončena                                                     |
| UNIC                                   | Francie, Puteaux a Trappes                                                                                       | +                   | ?       | ?        | ?        | ?        | součást IVECO, zn. neužívána                                                                     |
| Unimog                                 | Německo, Göppingen                                                                                               | +                   | -       | -        | ?        | ?        | převzal Daimler-Benz, zn. užívána                                                                |
| Union                                  | Velká Británie, Londýn                                                                                           | +                   | ?       | ?        | ?        | ?        | ?                                                                                                |
| Unipower                               | Velká Británie, Perivale a Watford                                                                               | +                   | ?       | ?        | ?        | ?        | ?                                                                                                |
| Ural                                   | Rusko, Miass | +                   | -       | -        | -        | +        |                                                                                                  |
| USG-Pitt                               | Velká Británie, Portsmouth                                                                                       | +                   | ?       | ?        | ?        | ?        | ?                                                                                                |
| V                                      | |                     |         |          |          |          |                                                                                                  |
| Výrobce nebo značka                    | Stát, místo | Nákladní automobily | Dodávky | Autobusy | Nástavby | Speciály | Stav společnosti (2008)                                                                          |
| Vabis                                  | Švédsko, Södertälje                                                                                              | +                   | ?       | ?        | ?        | ?        | sloučeno do Scania-Vabis                                                                         |
| Vanaja                                 | Finsko, Hämeenlinna                                                                                              | +                   | ?       | +        | ?        | +        | sloučeno do Suomen Autoteollisuus                                                                |
| Van Hool                               | Belgie, Lier | -                   | -       | +        | +        | ?        |                                                                                                  |
| Verheul                                | Nizozemsko, Waddinxveen                                                                                          | +                   | ?       | +        | +        | ?        | ?                                                                                                |
| Vetter                                 | Německo, Fellbach                                                                                                | -                   | -       | +        | ?        | +        | výr. ukončena                                                                                    |
| Viberti                                | Italien, Nichelino                                                                                               | ?                   | ?       | +        | +        | ?        |                                                                                                  |
| Vidal & Sohn                           | Německo, Hamburk                                                                                                 | +                   | +       | ?        | ?        | ?        | býv. mateřský koncern Tempo, výr ukončena                                                        |
| Vivabus                                | ?, ? | ?                   | ?       | +        | ?        | ?        | ?                                                                                                |
| Volkswagen Nutzfahrzeuge               | Německo, Hannover                                                                                                | +                   | +       | +        | +        | +        |                                                                                                  |
| VW (Brazílie)                          | Brazílie, São Paulo                                                                                              | +                   | +       | +        | -        | -        | součást Volkswagen Nutzfahrzeuge                                                                 |
| Volvo                                  | Švédsko, Göteborg                                                                                                | +                   | +       | +        | -        | +        | koncern                                                                                          |
| Vomag                                  | Německo, Plauen                                                                                                  | +                   | ?       | +        | ?        | +        | zaniklá firma                                                                                    |
| Vorweg                                 | Německo, Frankfurt am Main                                                                                       | ?                   | ?       | ?        | ?        | ?        | ?                                                                                                |
| Vulcan                                 | Velká Británie, Maidstone                                                                                        | +                   | ?       | ?        | ?        | ?        | ?                                                                                                |
| W                                      | |                     |         |          |          |          |                                                                                                  |
| Výrobce nebo značka                    | Stát, místo | Nákladní automobily | Dodávky | Autobusy | Nástavby | Speciály | Stav společnosti (2008)                                                                          |
| Wackenhut                              | Německo, Mengen                                                                                                  | ?                   | ?       | ?        | +        | ?        | ?                                                                                                |
| Walde                                  | Švýcarsko, Uster                                                                                                 | ?                   | ?       | ?        | +        | ?        | ?                                                                                                |
| Walter                                 | Československo, Praha, Jinonice)                                                                                 | +                   | +       | +        | ?        | ?        | výroba v letech 1919–1949                                                                        |
| Walter                                 | USA, Voorheesville,(New York)                                                                                    | +                   | ?       | ?        | ?        | ?        | ?                                                                                                |
| Walter Alexander Coachbuilders         | Velká Británie, Falkirk                                                                                          | ?                   | ?       | +        | +        | ?        | ?                                                                                                |
| Wanderer                               | Německo, Chemnitz                                                                                                | +                   | ?       | ?        | ?        | ?        | sloučeno do Auto Union, zn. nepoužívána                                                          |
| Ward LaFrance                          | USA, Elmira (New York)                                                                                           | +                   | ?       | ?        | ?        | ?        | ?                                                                                                |
| Wartburg                               | Německo, Eisenach                                                                                                | +                   | ?       | -        | -        | -        |                                                                                                  |
| Wecon                                  | Německo, Ascheberg                                                                                               | -                   | -       | -        | +        | +        |                                                                                                  |
| Western Star                           | Kanada, Kelowna                                                                                                  | +                   | ?       | ?        | ?        | ?        | převzal DaimlerChrysler, zn. užívána                                                             |
| White                                  | USA, Cleveland (Ohio)                                                                                            | +                   | ?       | ?        | ?        | ?        | převzalo Volvo, zn. neužívána                                                                    |
| Wichita                                | USA, Wichita Falls (Texas)                                                                                       | +                   | ?       | ?        | ?        | ?        | ?                                                                                                |
| Willème                                | Francie, Nanterre                                                                                                | +                   | ?       | ?        | ?        | ?        | ?                                                                                                |
| Wirz                                   | Švýcarsko, Uetikon am See                                                                                        | ?                   | ?       | ?        | +        | ?        | ?                                                                                                |
| Wolseley                               | Velká Británie, Birmingham                                                                                       | +                   | ?       | ?        | ?        | ?        | převzal Morris, zn. neužívána                                                                    |
| Wyner (+Huber & Reich)                 | Rakousko - Uhersko                                                                                               | +                   | ?       | ?        | ?        | ?        | konkurz 1908                                                                                     |
| X                                      | |                     |         |          |          |          |                                                                                                  |
| Výrobce nebo značka                    | Stát, místo | Nákladní automobily | Dodávky | Autobusy | Nástavby | Speciály | Stav společnosti (2008)                                                                          |
| Žádný výrobce                          | |                     |         |          |          |          |                                                                                                  |
| Y                                      | |                     |         |          |          |          |                                                                                                  |
| Výrobce nebo značka                    | Stát, místo | Nákladní automobily | Dodávky | Autobusy | Nástavby | Speciály | Stav společnosti (2008)                                                                          |
| Yarovit                                | Bělorusko, Minsk                                                                                                 | +                   | ?       | ?        | ?        | ?        | ?                                                                                                |
| YAZ                                    | Rusko, Jaroslavl                                                                                                 | +                   | ?       | ?        | ?        | ?        | ?                                                                                                |
| Yorkshire                              | Velká Británie, Leeds                                                                                            | +                   | ?       | ?        | ?        | ?        | ?                                                                                                |
| Yuejin                                 | Čínská lidová republika, Nanking                                                                                 | +                   | ?       | +        | ?        | ?        |                                                                                                  |
| Z                                      | |                     |         |          |          |          |                                                                                                  |
| Výrobce nebo značka                    | Stát, místo | Nákladní automobily | Dodávky | Autobusy | Nástavby | Speciály | Stav společnosti (2008)                                                                          |
| Zeligson                               | USA, Tulsa (Oklahoma)                                                                                            | +                   | ?       | ?        | ?        | ?        | ?                                                                                                |
| Ziegler                                | Německo, Giengen an der Brenz                                                                                    | ?                   | ?       | ?        | +        | +        |                                                                                                  |
| ZIL                                    | Rusko, Moskva | +                   | ?       | +        | ?        | ?        |                                                                                                  |
| ZIS                                    | Rusko, Moskva | ?                   | ?       | ?        | ?        | ?        | sloučeno do ZIL                                                                                  |
| Zonda                                  | Čínská lidová republika, Jančcheng                                                                               | ?                   | ?       | +        | ?        | ?        | ?                                                                                                |
| Żuk                                    | Polsko, ? | +                   | ?       | ?        | ?        | ?        | ?                                                                                                |
| ZTS                                    | Slovensko, Martin                                                                                                | ?                   |         |          |          |          |                                                                                                  |
| Zündapp                                | Německo, Norimberk                                                                                               | +                   | ?       | ?        | ?        | ?        | zaniklá firma                                                                                    |
| Zwicky                                 | Velká Británie, Slough                                                                                           | +                   | ?       | ?        | ?        | ?        | ?                                                                                                |
| Zypen & Charlier                       | Německo, Köln-Deutz                                                                                              | ?                   | ?       | ?        | +        | ?        | ?                                                                                                |
|                                        | |                     |         |          |          |          |                                                                                                  |